# Viforeni (okręg Botoszany)
Viforeni – wieś w Rumunii, w okręgu Botoszany, w gminie Gorbănești. W 2011 roku liczyła 33 mieszkańców.